# Hans-Carl von Schlick
Albert Heinrich Hans-Carl, auch Hans Karl, von Schlick (* 10. April 1874 in Hannover; † 25. Februar 1957 in Lidingö) war ein deutscher Kapitän zur See der Kaiserlichen Marine.

## Leben
Hans-Carl von Schlick war ein Sohn des späteren Oberst Karl Albert von Schlick (* 1837) und Henriette, geb. Eggeling (* 1851).
Hans-Carl von Schlick trat am 9. April 1892 in die Kaiserliche Marine ein und wurde am 15. September 1895 Unterleutnant zur See. 1905 war er als Oberleutnant zur See zur 1. Inspektion des Torpedowesens nach Kiel kommandiert. Später kam er in die Seetransportabteilung in das Reichsmarineamt nach Berlin. Anschließend war er ab 1913 Kommandeur der I. Abteilung der I. Werftdivision. Er wurde dann Erster Offizier auf der Wittelsbach.
Bis März 1915 war er als Erster Offizier auf der Zähringen, übernahm dann bis Dezember 1915 das Kommando über die München. In dieser Position wurde er am 17. Oktober 1915 zum Fregattenkapitän befördert. Von Dezember 1915 bis November 1917 war er Kommandant der Straßburg. Mit der Straßburg nahm er an der Besetzung der Baltischen Inseln (Unternehmen Albion bzw. Schlacht im Moonsund) teil. Für dieses Unternehmen war er im Oktober/November 1917 Führer der Truppentransporter. Anschließend war er bis Mitte November 1918 Kommandant der Derfflinger und wurde am 28. April 1918 Kapitän zur See.
Ab Januar 1919 erfolgte die Aufstellung der 1. Marine-Brigade durch die Kieler Deck- und Unteroffiziere. Von Schlick stellte sich zwar als Unterstützung für Kapitän zur See Bruno Roehr (1873–1926) für die Übernahme der Brigadeführung bei Gustav Noske vor, erhielt dann auch die erforderlichen Ausweise von Reichskanzler Ebert, eine Anstellung erfolgte aber nicht. Der Militärhistoriker Roland Kopp vermutet, dass die Deck- und Unteroffiziere weder von Schlick noch Roehr die notwendige „Führungs-Kompetenz bei dem zu erwartenden Nah- und Häuserkampf“  zutrauten. Am 28. Dezember 1919 wurde von Schlick aus der Marine verabschiedet.
Bis Februar 1918 war er u. a. mit dem Roten Adlerorden 4. Klasse, dem Ritterkreuz mit Schwertern des Königlichen Haus-Orden von Hohenzollern, dem Ritterkreuz 1. Klasse des Ordens vom Zähringer Löwen mit Eichenlaub und Schwertern, der IV. Klasse des Königlichen Bayerischen Militärverdienstkreuz mit Schwertern, dem Lübecker und dem Hamburgische Hanseatenkreuz, dem Großherzoglich Mecklenburgische Militärverdienstkreuz 2. Klasse und dem Offizierkreuz des Königlich Sächsischen Albrechts-Orden ausgezeichnet worden.
Am 12. Mai 1941 wurde er zum Kriegsdienst einberufen, aber bereits wieder am 16. Juni 1942 entlassen.
Am 4. April 1904 heiratete er auf Gut Kaltenhof Marie von Reventlow (* 1883). Ihre Tochter Leonie heiratete Wolfgang Fürstner.
2015 wurde seine Biografie veröffentlicht.